# Todo en tu vida
«Todo en tu vida»  es el tercer sencillo oficial del undécimo disco de estudio de la conocida cantautora Myriam Hernández, Seducción. El sencillo se lanzó el 9 de abril de 2012 y está cantado a dúo junto a Cristian Castro.
Cristian Castro, una de las voces latinoamericanas más reconocidas, y con quien es la primera vez que realiza un trabajo en conjunto, comentando en su cuenta de Twitter que durante su carrera ha "grabado y compartido escenario con grandes amigos de la música y con Cristian Castro surgió la posibilidad de compartir este dueto del que me siento muy orgullosa, él es un gran cantante y nuestras voces coincidieron desde el primer acorde".

## Posicionamientos en listas
| Posición | 24 |

- Datos: Q6147911